# Hans Backoffen

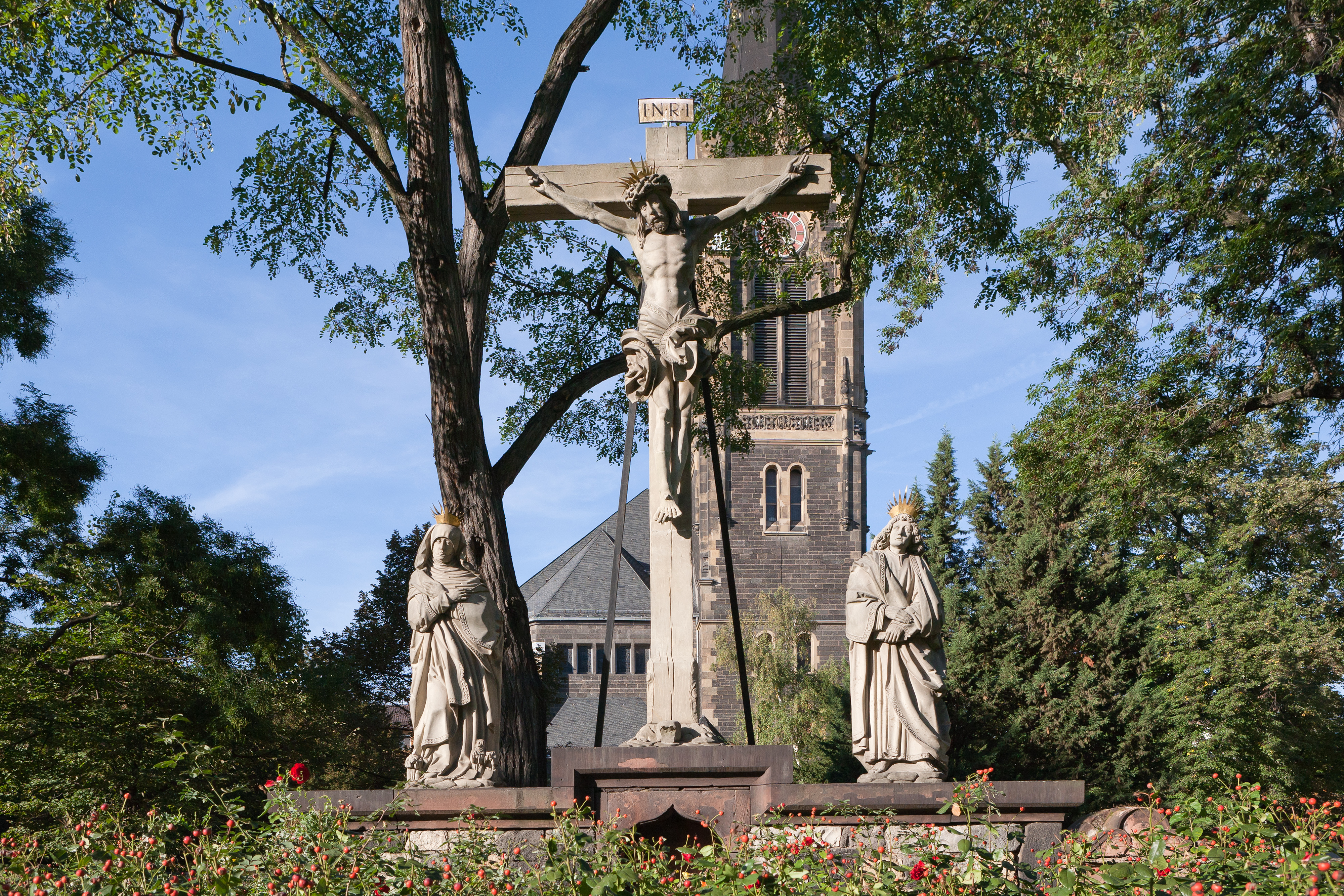
Kreuzigungsgruppe auf dem Frankfurter Peterskirchhof (1511)

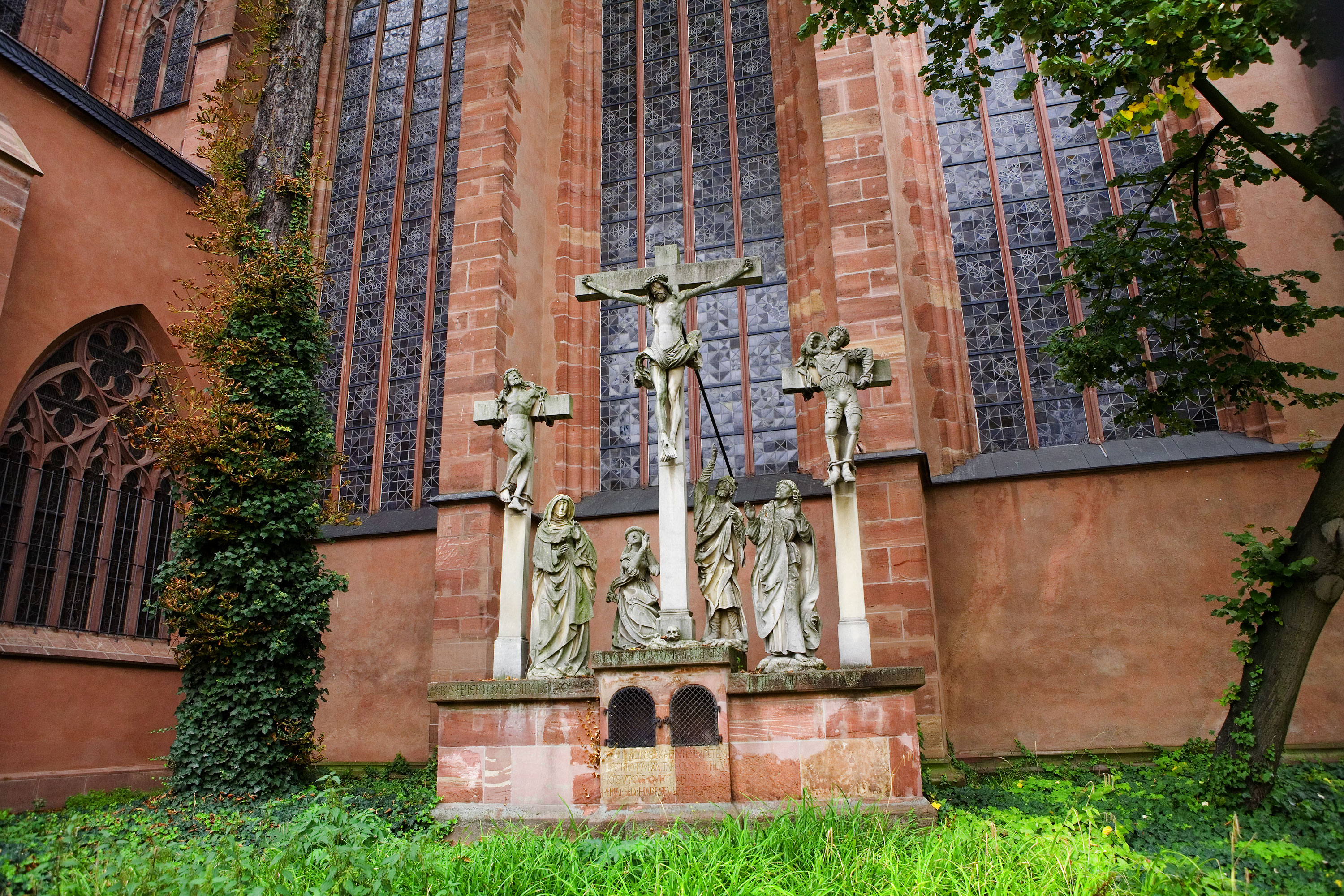
Kreuzigungsgruppe im Frankfurter Dom (1509)

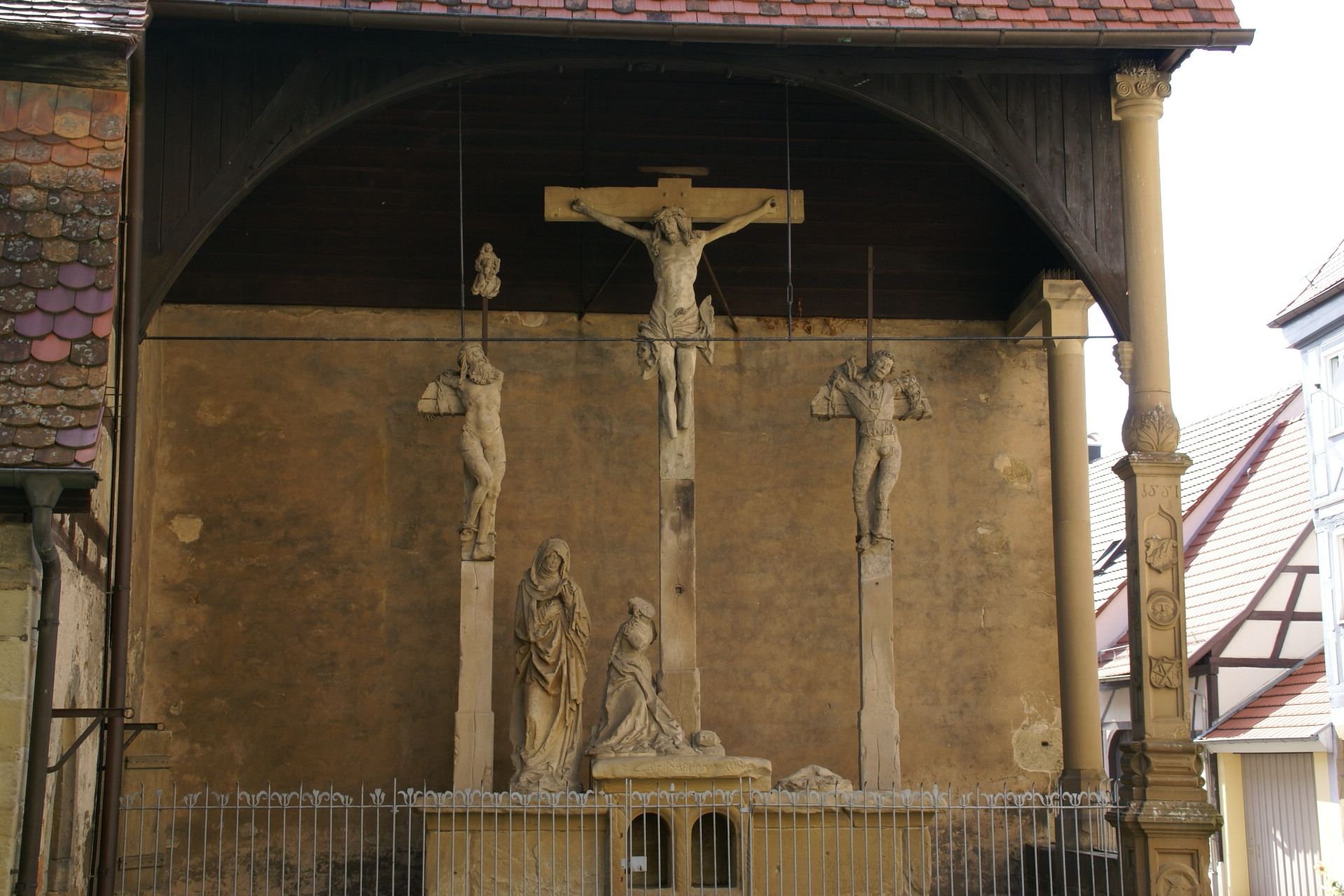
Kreuzigungsgruppe in Bad Wimpfen

Hans Backoffen – auch Hans Backoff, Hans Backoffenn, Hans Backoiffen oder Hans Backofen – (* um 1470 in Sulzbach; † 21. September 1519 in Mainz) war ein deutscher Bildhauer. Er war Bürger von Mainz und stand in Diensten der Erzbischöfe als Hofbildhauer. Seine Werkstatt ist ab 1505 bis 1519 in Mainz nachweisbar.

## Leben
Der Geburtsort des Hans Backoffen ist nicht genau lokalisierbar, da verschiedene Orte namens Sulzbach in Frage kommen. Wahrscheinlich handelt es sich um Sulzbach am Main, welches damals zu Kurmainz gehörte, oder um das nicht weit von Mainz gelegene Reichsdorf Sulzbach bei Höchst. Im Jahr 1516 erwarb er vom Kloster Eberbach eine Altersrente von 18 Gulden jährlich für sich und seine Frau. Backoffen zahlte hierfür einmalig 200 Gulden an das Kloster. Er gehörte zum Kirchenvorstand von St. Ignaz in Mainz und wurde gemeinsam mit seiner Frau in dieser Kirche beigesetzt.

## Stil
Hans Backoffen gilt zusammen mit dem zeitlich etwas früheren Adalbertmeister als einer der bedeutendsten Vertreter der mittelrheinischen Bildhauerkunst in Mainz. Beide stehen am Übergang der Spätgotik in die Renaissance. Hans Backoffen ist der Hauptvertreter des sogenannten „spätgotischen Barock“, der Periode ab 1500, in der erste Elemente der (Italienischen) Renaissance europaweit zu finden sind und die straffere, fast noch schematische  Darstellungsform und strengere Gestik der Gotik ablösen.

## Werke (Auswahl)

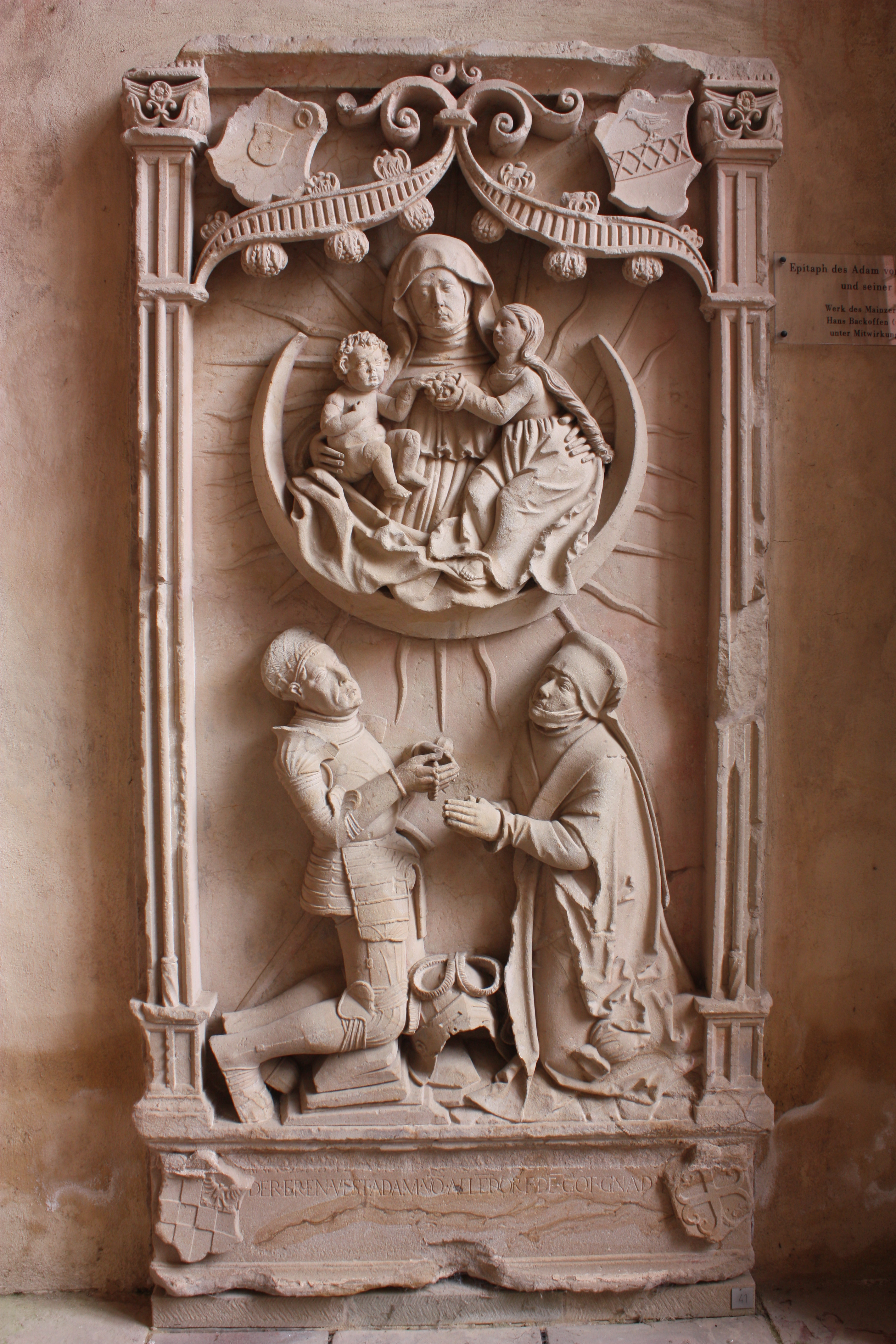
Grabplatte im Kloster Eberbach für Adam und Maria von Allendorf

Zu den Werken des Hans Backoffen zählen vornehmlich Grabmäler und Kreuzigungsgruppen u. a.
- Grabdenkmäler im Mainzer Dom für die Erzbischöfe Berthold von Henneberg (um 1505), Jakob von Liebenstein (um 1510) und Uriel von Gemmingen (um 1515 bis 1517)
- Kreuzigungsgruppe in der Kreuzkapelle in Großostheim (um 1513)
- Grabstein des Hans von Ingelheim und der Margarethe von Handschuhsheim in der Kirche St. Vitus in Heidelberg-Handschuhsheim (nach 1517)
- Die von Jakob Heller gestiftete Kreuzigungsgruppe im Frankfurter Dom (Turmhalle) (1509)
- Die Kreuzigungsgruppe auf dem Peterskirchhof in Frankfurt am Main (1510/1511)
- Die Kreuzigungsgruppe in der Wallfahrtskirche Hessenthal (1519)
- Die Kreuzigungsgruppe (Kopie) neben St. Ignaz, Mainz
- Die Kreuzigungsgruppe vor der Stadtkirche Bad Wimpfen
- Der Kreuzaltar in St. Peter in Mainz
- Der Altar in der Kreuzkapelle in Großostheim
- Die Kreuzigungsgruppe neben der Pfarrkirche St. Katharina in St. Katharinen bei Vettelschoß

Aus der Werkstatt Hans Backoffens gehen u. a. folgende Werke hervor:
- Die Kreuzigungsgruppe vor der Pfarrkirche St. Vincentius in Hattenheim (1508/1510)
- Die Kreuzigungsgruppe auf dem Kirchhof der Pfarrkirche St. Markus in Erbach (Rheingau) (1508/1510)
- Der Taufstein der Pfarrkirche St. Peter und Paul in Eltville am Rhein (datiert auf 1517). Die Kreuzigungsgruppe (um 1505) in der Schmidtburg-Kapelle auf dem Kirchhof sowie die Ölberggruppe außen an der Kirche (um 1520) werden ebenfalls dem Umkreis Backoffens zugeordnet

## Fotos

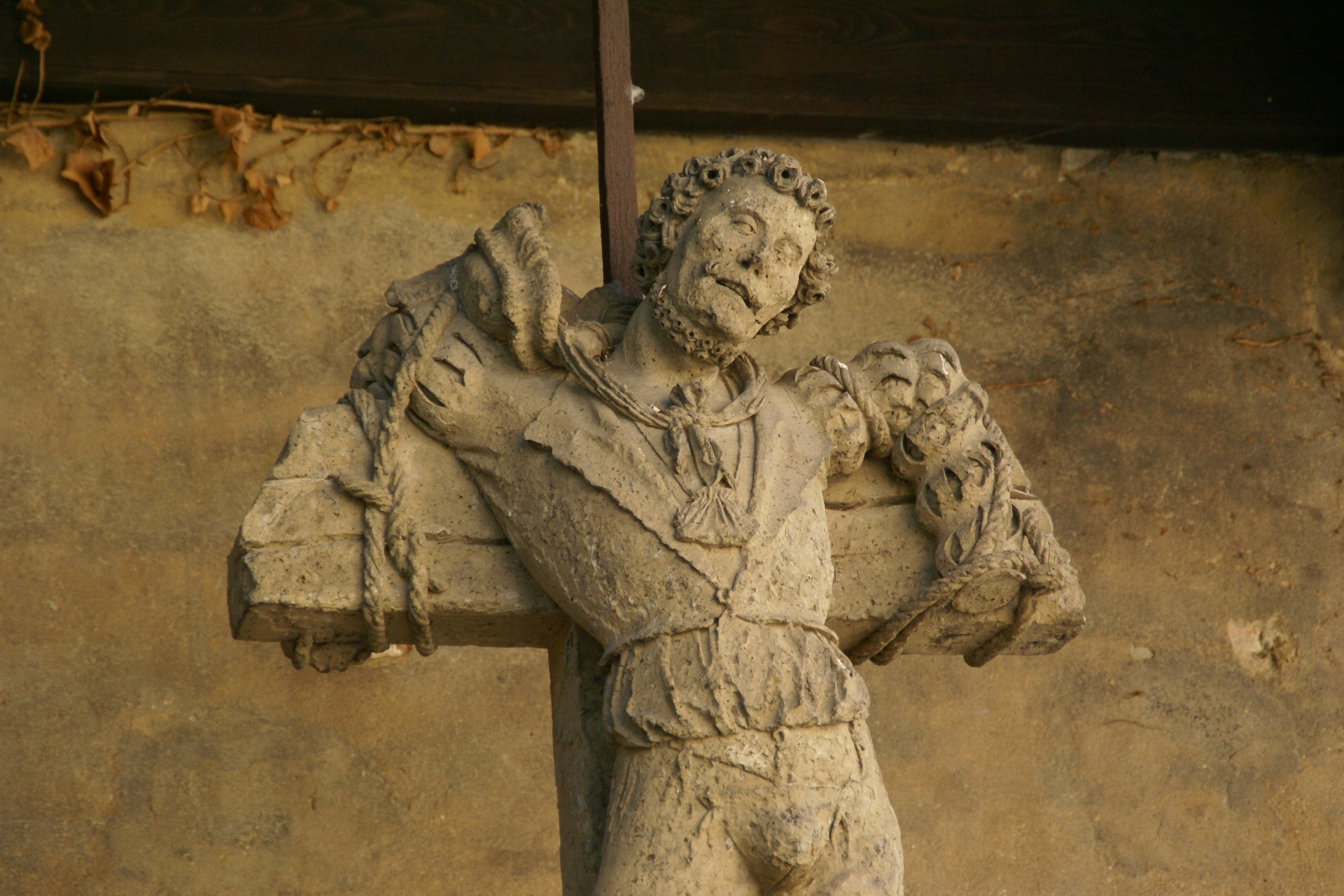
Detail in Bad Wimpfen
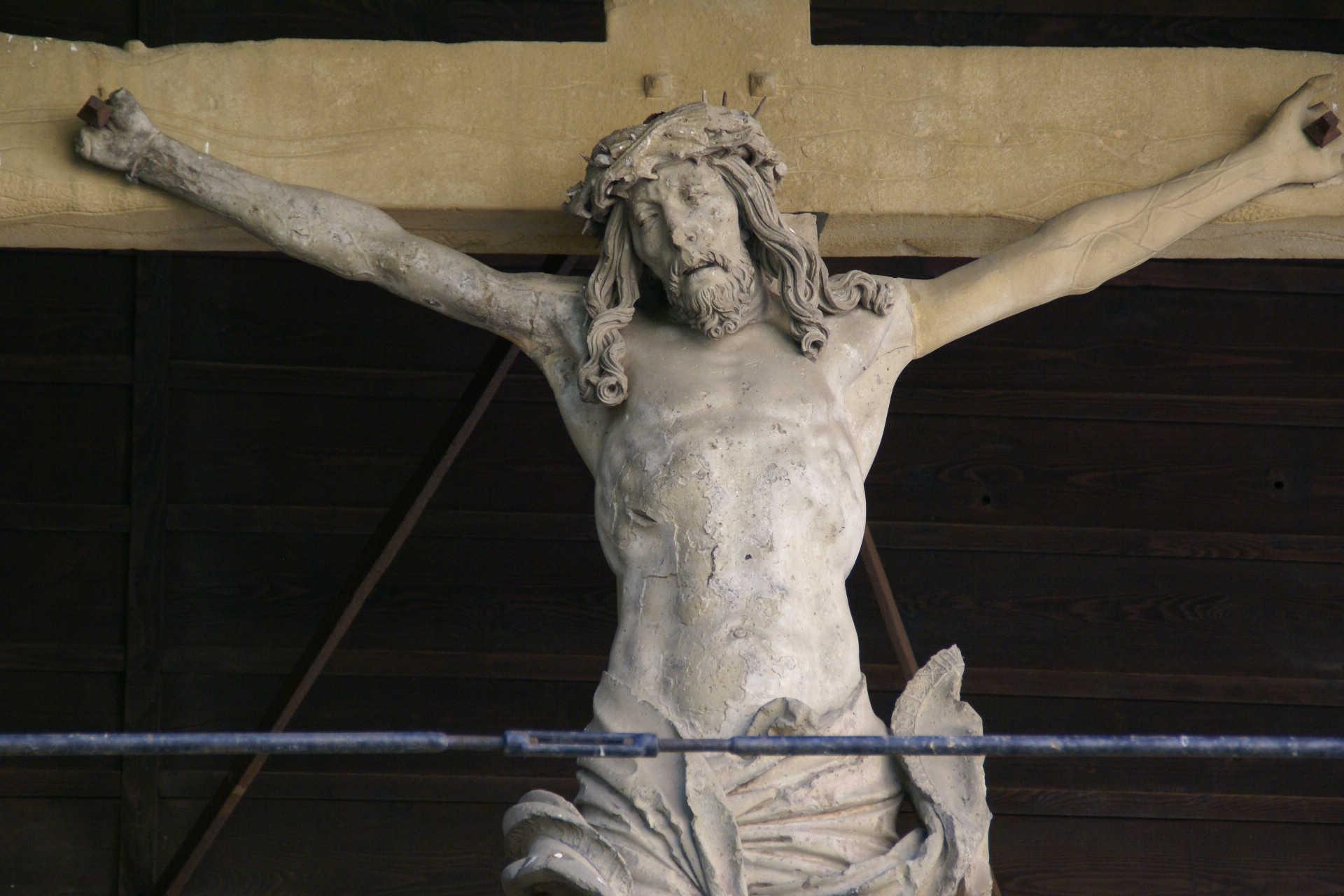
Detail in Bad Wimpfen
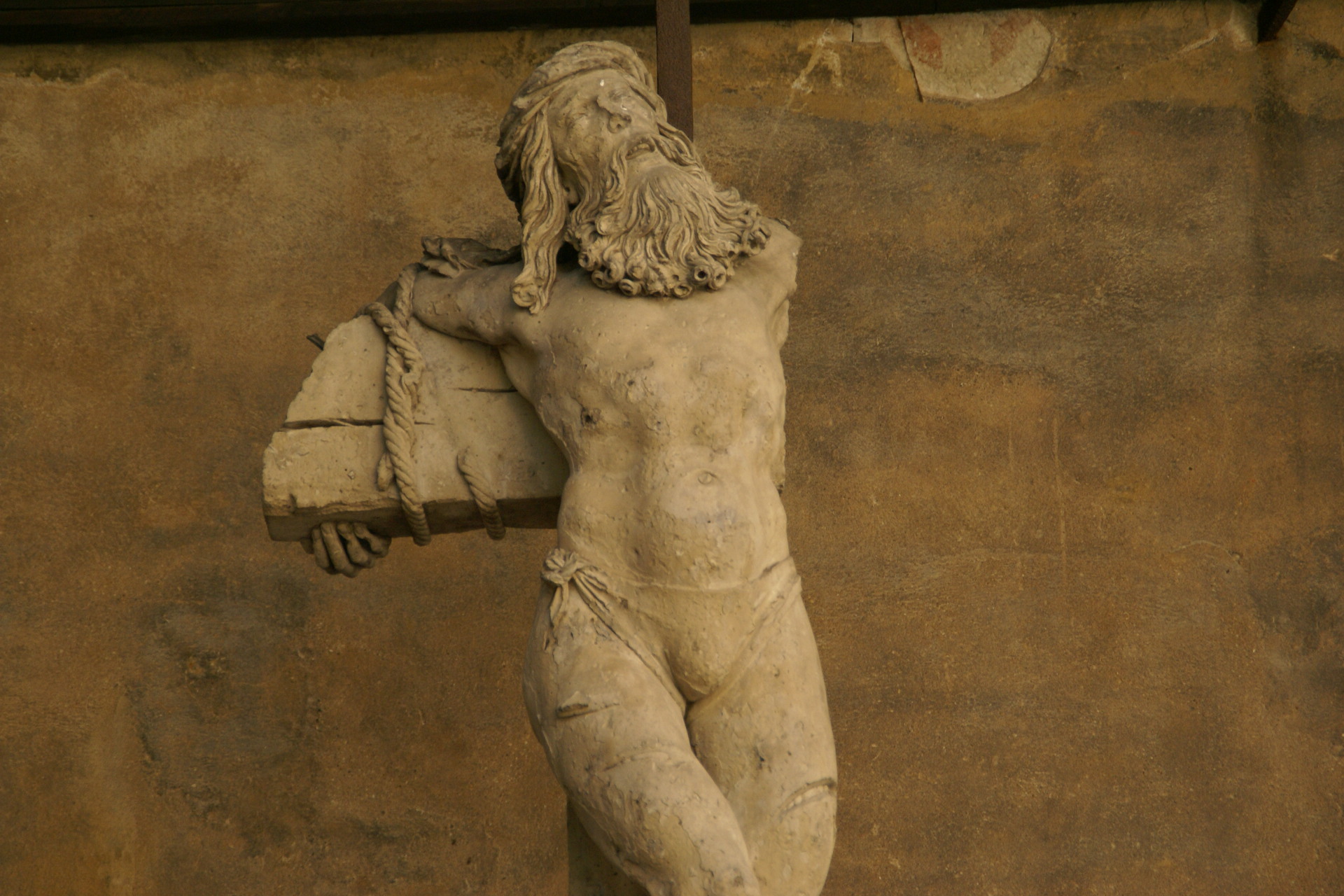
Detail in Bad Wimpfen